# Paços da Serra
Paços da Serra es una freguesia portuguesa del concelho de Gouveia, con 9,74 km² de superficie y 726 habitantes (2001). Su densidad de población es de 74,5 hab/km².